# Ferreres d'Olvan
Ferreres d'Olvan és una masia del municipi d'Olvan (Berguedà) inclosa en l'Inventari del Patrimoni Arquitectònic de Catalunya.

## Descripció
És una masia d'estructura clàssica (planta rectangular) amb el carener paral·lel a la façana, orientada o ponent, i coberta a quatre vessants, és un exemple de masia precursora de la casa senyorial. El segle xviii, la seva planta fou ampliada considerablement amb l'afegiment d'una àmplia galeria de porxos i l'eixida que repeteix, tant al primers pis com a la planta baixa, el mateix mòdul d'arcs de mig punt.

## Història
La Masia de Ferreres estava originàriament unida a la masia de les Eres de Gardilans (Vilada), i ambdues estaven sota el domini jurisdiccional de la baronia de la Portella. En el capbreu del 7-2-1610, el monestir de la Portella cobrava, entre altres termes, les dècimes i els drets dominicals sobre la casa de Ferreres d'Olvan.
La masia de Ferreres té un important arxiu familiar, ben catalogat i arxivat per l'Àmbit de Recerques de Berguedà; la biblioteca també es poden trobar documentació important, tot i que aquests són preferentment religiosos.
L'any 1938 va néixer a aquesta masia Mn. Ramon Anglerill, qui acabaria sent conegut com el personatge que va inspirar el "mossèn Tronxo", que mossèn Ballarín descriu en la seva gran obra.